# Monteregianite-(Y)
La monteregianite-(Y) è un minerale.